# 脂肪の塊
『脂肪の塊』（しぼうのかたまり、原題: Boule de Suif ）は、ギ・ド・モーパッサンが1880年に発表したフランスの短編小説。モーパッサンの出世作であり、その数多い短編小説の中でも最も有名な作品の一つである。

## あらすじ
物語は普仏戦争でプロイセン軍に占領されたルーアンのフランス人居住者の一群を描く。10人の旅行者達は様々な理由でルーアンを去り、乗合馬車でル・アーヴルに逃れる決意をしていた。馬車の乗員は、脂肪の塊（ブール・ド・シュイフ）と呼ばれる娼婦エリザベート・ルーセ、厳格な民主党員コルニュデ、ワイン問屋を経営する小金持ちのロワゾー夫妻、工場所有者で上流階級に属するカレ＝ラマドンと夫人、ブレヴィル伯爵夫妻、2人の修道女と、車内はあたかもフランス社会を象徴する小宇宙を形成していた。
悪天候により馬車の歩みは非常に遅く、正午までに2・3マイル進んだだけであった。乗客たちは当初ブール・ド・シュイフを冷遇していたが、彼女が食料で満たされたバスケットを取り出し、空腹に耐えかねていた同乗者達に勧めた途端、彼らの態度は一変した。
馬車はようやくトートの村に到着したが、乗客達はドイツ語の声を聞いてプロイセン軍に占拠された地域に足を踏み入れた事を理解した。プロイセンの士官は理由を述べず無期限に一行を宿に留め、出立することを禁じた。2日間旅行者達は不安に苛まれる。遂にブール・ド・シュイフは、彼女が士官と寝ることに同意するまで拘留が続くことを明かした。彼女は愛国心からプロイセンを激しく憎んでおり、士官から繰り返し口説かれる事に憤っていた。
当初は同行者達は彼女を支持し士官の傲慢に激怒したが、ブール・ド・シュイフが士官と寝ないために自分達が足止めされているのだと、一晩の内に憤りの矛先が向きを変えていった。次の2日間、同行者達は歴史上の偉人や聖人を引き合いに出し、論理や道徳を例に用いて、ブール・ド・シュイフにいかにそれが正当な行為であるか信じさせようと画策した。彼女は最後に折れて士官と寝た。そして彼らは翌朝出発する事を許可された。
ル・アーヴルへの道中、『美徳の代弁者』達はブール・ド・シュイフの犠牲により出発できたにもかかわらず、彼女を汚物のように無視して礼儀正しい会話を交わし、彼女が旅のはじめに食事を勧めてくれたお陰で空腹から救われたことを忘れたかのように、自分達だけで持参した弁当を食して彼女に勧める素振りは全く無かった。ブール・ド・シュイフが屈辱と同乗者に対する怒りで煮えくり返っている中、コルニュデは他の乗客へのあて付けのようにラ・マルセイエーズを執拗に口笛で吹き、歌った。最後には彼女は失われた尊厳に啜り泣きを堪えることが出来なかった。

## 出版履歴
普仏戦争を扱った自然主義文学の短編集『メダンの夕べ』(Les Soirées de Médan) の一篇として1880年4月15日、出版者ジョルジュ・シャルパンティエが刊行した。他の執筆者にはエミール・ゾラ、ジョリス＝カルル・ユイスマンスなどがいた。

## 解題
「脂肪の塊」は『メダンの夕べ』に収められた6編の中でも傑作として高い評価を受け、モーパッサンの自然主義文学者としての地位を確かなものとする文字通りの出世作となった。校正刷りを読んだ師であるギュスターヴ・フローベールはモーパッサンに宛てた書簡で「間違い無く後世に残る傑作」と絶賛した。
作者のモーパッサン自身も兵卒として普仏戦争に従軍し、厳しい敗走を体験している。そのため後の多くの普仏戦争を背景とする作品群同様、本作も厭戦思想に彩られている。また、それだけに留まらず戦争に直面した人々が剥き出しにする、残忍なまでの自己中心主義・偽善が冷徹に描き出されている。ラストの「ラ・マルセイエーズ」と娼婦の啜り泣きの対比はフローベールも卓越した描写だと賞賛しており、偽善者は誰で、本当の愛国者は誰なのかを浮き彫りにする。口笛を吹くコルニュデも無関係を装う2人の修道女も、結局は偽善者である事から逃れる事は出来ない。作品中少しでも他人への思いやりを持っているのは、その職業のため他者から蔑まれているブール・ド・シュイフのみである。この後も娼婦の登場する作品は多く、「マドモワゼル・フィフィ」や「寝台29号」では、彼女達はプロイセン兵への復讐を果たす。社会的に低く扱われる彼女達の心意気や自己犠牲の精神を描く事で、地位や名誉ある層の自己保身や小心振りをより鮮明に描き出している。
主な舞台となるトートの宿屋は現在も「白鳥亭」 (Auberge du cygne) として営業している。また、コルニュデの人物像はモーパッサンの伯母の再婚相手がモチーフとなっており、ブール・ド・シュイフのモデルとなっているのはルーアンに実在した娼婦のアドリエーヌ・ルゲー (Adrienne Legay) である。

## 脚色
ジョン・フォードは自身の1939年監督作品『駅馬車』は実は「脂肪の塊」だと語った。またマクブライドは映画で描かれる痛烈な社会風刺は、原作となったアーネスト・ヘイコックスの1937年の短編小説『ローズバーグ行き駅馬車』よりも、モーパッサンに深く影響されていると考察する 。
モーパッサン原作の、より直接的な脚色も何作か存在する。1934年、モスクワ芸術座はモスフィルムの後援の下、ミハイル・ロンム脚本・監督、ガリーナ・セルゲーエワ主演の『Pyshka』というサイレント映画版「脂肪の塊」を製作した。この映画は1955年にモスフィルムによってナレーションと音響効果が追加され再公開されたが、1958年にニューヨークで初演されるまではロシア国外には知られていなかった。ニューヨーク・タイムズの評論家ハワード・トンプソンは、この映画を「作り話、そして偽善と利己主義の容赦ない実況としてはかなり素晴らしい」筋書きを持っている以外は「只のカビ臭い骨董品だ」と評した。
1944年、ハリウッド監督のロバート・ワイズはRKOの依頼で、モーパッサンの2つの短編「脂肪の塊」と1882年の「マドモワゼル・フィフィ」に基く映画『ナチスに挑んだ女』 (Mademoiselle Fifi) を制作した。音響効果技師、次いで編集技師（スタッフとして関わった作品中特に知られているのはオーソン・ウェルズが監督した『市民ケーン』と『偉大なるアンバーソン家の人々』である）としてスタートしたワイズにとって初監督作品であった。ストーリーはほぼ「脂肪の塊」を踏襲しているが、主演女優シモーヌ・シモン演じるエリザベス・ブーセはブール・ド・シュイフより「マドモワゼル・フィフィ（お嬢様では無く、プロイセン士官ウィルヘム・フォン・アイリック少尉のあだ名である）」のヒロイン、ラシェルにイメージの近い小柄な洗濯女として描かれている。またクルト・クリューガー演じるプロイセン士官もフィフィとあだ名されるフォン・アイリック少尉に置き換わっている。
フランスでは1945年にクリスチャン＝ジャック監督、アンリ・ジャンソン脚本、ミシュリーヌ・プレール、ルイ・サルー主演の『Boule de Suif』が公開された。アメリカでは『Angel and Sinner』として1947年に公開。やはりサルーの演じる好色なプロイセン士官は「マドモワゼル・フィフィ」に基づいている。
2006年7月、オペラ『The Greater Good, or The Passion of Boule de Suif』（直訳: より大きな利益、或いは脂肪の塊の情熱）がクーパーズタウンのグリマグラスオペラ館フェスティバルの一環として開演した。フィリップ・リテルの歌詞に基づきスティーヴン・ハートキが作曲、演出はデイヴィッド・シュバイツァーであった。
2009年、フランスの漫画家Li-Anによってコミカライズされ、デルクール社より刊行された。Li-Anはインタビューに対して「脂肪の塊」がデルクール「Ex Libris」コレクションに選ばれた理由の一つとして「ジョン・フォードの『駅馬車』のほぼ原型となっている事」、そして元の短編小説は人間性に関して時代を超えたメッセージを投げ掛けていて、「人の価値は社会的地位に依存せず」人それぞれの人格が優先されると訴えている、と語った。
この他、日本でも川口松太郎により、普仏戦争を西南戦争に置き換え、「乗合馬車」として新派の戯曲になっている。「乗合馬車」は1935年に溝口健二により「マリヤのお雪」という題名で映画化され、脂肪の塊（映画ではお雪）を山田五十鈴が演じている。

## 翻訳の一部
- 「脂肪の塊」広津和郎訳、新潮社 1938年 全国書誌番号:47034880
- 「脂肪の塊」岡田真吉訳、 白水社 1950年 全国書誌番号:50001680
- 「脂肪の塊・テリエ館」青柳瑞穂訳、新潮文庫 1951年4月 ISBN 978-4102014028
- 「脂肪の塊」田辺貞之助訳、河出書房 1955年 ASIN B000JB4ITE
- 「脂肪の塊」水野亮訳、岩波書店 1957年 ASIN B000JAY9BW
- 「脂肪の塊・テリエ館」新庄嘉章訳、講談社文庫 1978年6月 ASIN B000J8O14O
- 「脂肪のかたまり」高山鉄男訳、岩波書店 2004年3月 ISBN 978-4003255018
- 「脂肪の塊 / ロンドリ姉妹 モーパッサン傑作選」太田浩一訳、2016年9月 ISBN 978-4334753399